# Lycoris haywardii
Lycoris haywardii är en amaryllisväxtart som beskrevs av Hamilton Paul Traub. Lycoris haywardii ingår i släktet Lycoris och familjen amaryllisväxter. Inga underarter finns listade i Catalogue of Life.